# Coppa di Svizzera 2019-2020 (pallavolo maschile)
La Coppa di Svizzera 2019-2020 si è svolta dal 1º settembre 2019 al 23 febbraio 2020: al torneo hanno partecipato 83 squadre di club svizzere e la vittoria finale non è stata assegnata ad alcuna squadra a causa della cancellazione di tutte le competizioni svizzere a seguito della pandemia di COVID-19; la finale si sarebbe dovuta tenere il 28 marzo 2020 alla St.-Leonhard-Halle di Friburgo.

## Regolamento
- Alla competizioni sono state ammesse tutte le squadre impegnate nei campionati di livello nazionale, ossia la Lega Nazionale A, Lega Nazionale B e 1. Lega, oltre che quelle impegnate nei campionati di livello regionale, ossia la 2. Lega,la 3. Lega e la 4. Lega.
- Tutti gli incontri si svolgono in gara unica, sempre in casa della formazione di categoria più bassa, ad eccezione della finale, giocata in campo neutro; nel caso in cui due formazioni provenissero dalla stessa categoria, si gioca in casa di quella col peggior piazzamento nella stagione precedente.
- Le squadre di livello provinciale scendono in campo fin dal primo turno, quelle provenienti dalla 1. Lega debuttano al secondo turno, quelle provenienti dalla Lega Nazionale B al quinto turno e quelle provenienti dalla Lega Nazionale A agli ottavi di finale.

## Squadre partecipanti
| - Aarau - Allschwil - Amriswil - Appenzeller Bären - Audax - Buochs - Bütschwil - CAP - CERN - Chênois - Chur - Colombier - Dottikon - Dragons Lugano - Ebikon - Einsiedeln - Freies Gymnasium - Fully - Gelterkinden - Goldach - Hochdorf Audacia | - Horw - Jona - Kanti Baden - Kanti Limmattal - Klettgau - Kreuzlingen - KTV Basilea - La Côte - Laufen - Le Locle - Linth - Losanna - Losanna UC - Los Unidos - Lucerna - Lunkhofen - Lutry-Lavaux - Malters - March - Martigny - Münchenbuchsee | - Muri Berna - Mutschellen - Muttenz - Näfels - Neuchâtel - Novartis - Oberdiessbach - Obwalden - Oerlikon - Orbe - OTA - Papiermühle - Porrentruy - Rämi Zurigo - Rheno - San Gallo - Schaffhausen - Schönenwerd - Servette - Seuzach - Smash Winterthur | - Spada Academica - Spiez - Stäfa - Steinen - Sursee - Therwil - Thun - Tornado Adliswil - Traktor Basilea - Uster - Voléro Zurigo - Wädivolley - Warth-Weiningen - Wiedikon - Windisch - Wittenbach - Wyna - Yverdon - Zug - Züri Unterland |

## Torneo

### Primo turno
| 1º settembre 2019 Bachfeld, Goldach Durata: ? - Spettatori: ?                   | Goldach          | 3 - 2 | Oerlikon        | 24-26, 23-25, 25-18, 25-15, 15-9  |
| 2 settembre 2019 Kantonsschule Limmattal, Urdorf Durata: ? - Spettatori: ?      | Kanti Limmattal  | 3 - 1 | Seuzach         | 25-13, 25-18, 22-25, 25-18        |
| 17 settembre 2019 KSM, Berikon Durata: ? - Spettatori: ?                        | Mutschellen      | 1 - 3 | Zug             | 11-25, 25-14, 23-25, 25-27        |
| 20 settembre 2019 Mehrzweckhalle, Warth-Weiningen Durata: ? - Spettatori: ?     | Warth-Weiningen  | 0 - 3 | Rämi Zurigo     | 16-25, 17-25, 16-25               |
| 21 settembre 2019 Sportzentrum Kerenzerberg, Filzbach Durata: ? - Spettatori: ? | OTA              | 0 - 3 | Schaffhausen    | 25-27, 22-25, 12-25               |
| 23 settembre 2019 Zentralschulhaus, Ebikon Durata: ? - Spettatori: ?            | Ebikon           | 3 - 2 | Allschwil       | 25-18, 25-17, 15-25, 24-26, 15-10 |
| 23 settembre 2019 La Marive, Yverdon Durata: ? - Spettatori: ?                  | Yverdon          | 3 - 0 | Neuchâtel       | 25-20, 25-13, 25-22               |
| 25 settembre 2019 Kantonsschule Wiedikon, Zurigo Durata: ? - Spettatori: ?      | Wiedikon         | 2 - 3 | Audax           | 21-25, 25-19, 25-23, 20-25, 13-15 |
| 26 settembre 2019 Kriegacker, Muttenz Durata: ? - Spettatori: ?                 | Muttenz          | 0 - 3 | Laufen          | 14-25, 15-25, 14-25               |
| 27 settembre 2019 Sporthalle Baldegg, Baldegg Durata: ? - Spettatori: ?         | Hochdorf Audacia | 3 - 1 | Steinen         | 25-21, 25-23, 22-25, 25-16        |
| 28 settembre 2019 Tränkebach, Stäfa Durata: ? - Spettatori: ?                   | Stäfa            | 0 - 3 | Bütschwil       | 12-25, 16-25, 19-25               |
| 30 settembre 2019 MZH AC-Zentrum, Spiez Durata: ? - Spettatori: ?               | Spiez            | 0 - 3 | Münchenbuchsee  | 21-25, 13-25, 16-25               |
| 30 settembre 2019 Horwer-Halle, Horw Durata: ? - Spettatori: ?                  | Horw             | 3 - 2 | Obwalden        | 19-25, 25-23, 21-25, 25-17, 15-10 |
| 1º ottobre 2019 Zimmerberghalle, Beringen Durata: ? - Spettatori: ?             | Klettgau         | 1 - 3 | Wittenbach      | 19-25, 17-25, 25-13, 23-25        |
| 2 ottobre 2019 BXA, Bassersdorf Durata: ? - Spettatori: ?                       | Swiss            | 3 - 0 | Rheno           | 25-17, 25-21, 25-23               |
| 4 ottobre 2019 MPS 1, Siebnen Durata: ? - Spettatori: ?                         | March            | 3 - 0 | Spada Academica | 31-29, 25-15, 25-22               |
| 4 ottobre 2019 Känelmatt 2, Therwil Durata: ? - Spettatori: ?                   | Therwil          | 3 - 2 | Los Unidos      | 16-25, 25-22, 25-16, 19-25, 15-13 |
| 5 ottobre 2019 Halle de Gymnase Beau-Site, Le Locle Durata: ? - Spettatori: ?   | Le Locle         | 0 - 3 | La Côte         | 12-25, 16-25, 16-25               |

### Secondo turno
| 23 settembre 2019 Seemättli, Muttenz Durata: ? - Spettatori: ?             | Novartis         | 1 - 3 | Wyna              | 12-25, 25-22, 19-25, 16-25        |
| 23 settembre 2019 Turnhalle Risi, Dottikon Durata: ? - Spettatori: ?       | Dottikon         | 0 - 3 | Malters           | 15-25, 13-25, 17-25               |
| 24 settembre 2019 Freies Gymnasium, Zurigo Durata: ? - Spettatori: ?       | Freies Gymnasium | 1 - 3 | Chur              | 20-25, 14-25, 25-23, 16-25        |
| 9 ottobre 2019 BXA, Bassersdorf Durata: ? - Spettatori: ?                  | Swiss            | 2 - 3 | Wädivolley        | 21-25, 20-25, 25-20, 25-17, 12-15 |
| 10 ottobre 2019 Grand-Vennes, Losanna Durata: ? - Spettatori: ?            | Losanna          | 3 - 1 | Porrentruy        | 20-25, 25-21, 25-19, 25-18        |
| 12 ottobre 2019 Bachfeld, Goldach Durata: ? - Spettatori: ?                | Goldach          | 2 - 3 | Einsiedeln        | 25-22, 25-22, 24-26, 15-25, 11-15 |
| 13 ottobre 2019 ETH-Hönggerberg, Zurigo Durata: ? - Spettatori: ?          | Rämi Zurigo      | 0 - 3 | Appenzeller Bären | 16-25, 23-25, 11-25               |
| 14 ottobre 2019 Chapf 1, Windisch Durata: ? - Spettatori: ?                | Windisch         | 3 - 2 | Gelterkinden      | 25-22, 25-23, 19-25, 23-25, 15-10 |
| 14 ottobre 2019 Horwer-Halle, Horw Durata: ? - Spettatori: ?               | Horw             | 1 - 3 | Laufen            | 25-16, 16-25, 16-25, 20-25        |
| 15 ottobre 2019 Kantonsschule 1, Baden Durata: ? - Spettatori: ?           | Kanti Baden      | 1 - 3 | Zug               | 19-25, 14-25, 25-16, 20-25        |
| 15 ottobre 2019 ISB, Muri bei Bern Durata: ? - Spettatori: ?               | Muri Berna       | 3 - 1 | Thun              | 25-18, 24-26, 25-17, 25-11        |
| 15 ottobre 2019 Krämeracker, Uster Durata: ? - Spettatori: ?               | Uster            | 2 - 3 | Audax             | 20-25, 21-25, 25-15, 25-23, 10-15 |
| 16 ottobre 2019 MPS 1, Siebnen Durata: ? - Spettatori: ?                   | March            | 2 - 3 | Schaffhausen      | 25-23, 25-22, 9-25, 21-25, 12-15  |
| 16 ottobre 2019 Salle Ecole, Prez-Vers-Noréaz Durata: ? - Spettatori: ?    | CAP              | 0 - 3 | Münchenbuchsee    | 22-25, 14-25, 12-25               |
| 17 ottobre 2019 Salle des Rives, Yverdon Durata: ? - Spettatori: ?         | Yverdon          | 0 - 3 | La Côte           | 19-25, 20-25, 20-25               |
| 17 ottobre 2019 Primarschule Thierstein, Basilea Durata: ? - Spettatori: ? | KTV Basilea      | 1 - 3 | Hochdorf Audacia  | 15-25, 21-25, 25-20, 18-25        |
| 17 ottobre 2019 Breiten, Eschenbach Durata: ? - Spettatori: ?              | Linth            | 0 - 3 | Tornado Adliswil  | 15-25, 9-25, 13-25                |
| 18 ottobre 2019 Breitli, Buochs Durata: ? - Spettatori: ?                  | Buochs           | 3 - 0 | Lunkhofen         | 25-12, 25-22, 25-19               |
| 18 ottobre 2019 Salle Omnisports, Orbe Durata: ? - Spettatori: ?           | Orbe             | 3 - 0 | Martigny          | 25-18, 25-19, 25-21               |
| 20 ottobre 2019 Berufsschule BSA 1, Aarau Durata: ? - Spettatori: ?        | Aarau            | 3 - 1 | Dragons Lugano    | 25-21, 25-19, 23-25, 25-17        |

### Terzo turno
| 22 ottobre 2019 OZ Grünau, Wittenbach Durata: ? - Spettatori: ?             | Wittenbach      | 0 - 3 | Appenzeller Bären | 16-25, 19-25, 27-29               |
| 28 ottobre 2019 Kollegi TH, Stans Durata: ? - Spettatori: ?                 | Ebikon          | 0 - 3 | Buochs            | 18-25, 16-25, 12-25               |
| 28 ottobre 2019 Salle Omnisports, Orbe Durata: ? - Spettatori: ?            | Orbe            | 1 - 3 | Muri Berna        | 17-25, 25-23, 14-25, 24-26        |
| 28 ottobre 2019 Primarschule Glärnisch, Wädenswil Durata: ? - Spettatori: ? | Wädivolley      | 0 - 3 | Einsiedeln        | 21-25, 12-25, 17-25               |
| 28 ottobre 2019 Sekundarschule, Münchenbuchsee Durata: ? - Spettatori: ?    | Münchenbuchsee  | 1 - 3 | La Côte           | 25-22, 21-25, 19-25, 20-25        |
| 3 novembre 2019 Sporthalle Zug, Zugo Durata: ? - Spettatori: ?              | Zug             | 3 - 0 | Schaffhausen      | 25-11, 25-12, 25-19               |
| 3 novembre 2019 Sporthalle Aarau Rohr, Aarau Durata: ? - Spettatori: ?      | Aarau           | 3 - 2 | Malters           | 25-19, 21-25, 20-25, 25-16, 15-11 |
| 3 novembre 2019 Freiestrasse, Amriswil Durata: ? - Spettatori: ?            | Audax           | 3 - 0 | Sursee            | 25-21, 25-18, 25-22               |
| 3 novembre 2019 Kantonsschule Limmattal, Urdorf Durata: ? - Spettatori: ?   | Kanti Limmattal | 0 - 3 | Therwil           | 18-25, 24-26, 18-25               |
| 3 novembre 2019 CO Grandes-Communes, Petit-Lancy Durata: ? - Spettatori: ?  | CERN            | 1 - 3 | Losanna           | 25-18, 21-25, 12-25, 15-25        |
| 3 novembre 2019 Sporthalle Gymnasium, Laufen Durata: ? - Spettatori: ?      | Laufen          | 3 - 0 | Bütschwil         | 25-16, 25-17, 25-21               |

### Quarto turno
| 4 novembre 2019 Chapf 1, Windisch Durata: ? - Spettatori: ?              | Windisch          | 3 - 0 | Chur    | 25-14, 25-18, 25-17               |
| 11 novembre 2019 Collège des Tuillières, Gland Durata: ? - Spettatori: ? | La Côte           | 3 - 1 | Losanna | 25-23, 25-14, 20-25, 25-19        |
| 12 novembre 2019 Sporthalle Wühre, Appenzell Durata: ? - Spettatori: ?   | Appenzeller Bären | 2 - 3 | Wyna    | 25-20, 17-25, 25-23, 24-26, 11-15 |
| 13 novembre 2019 Hofern, Adliswil Durata: ? - Spettatori: ?              | Tornado Adliswil  | 0 - 3 | Buochs  | 19-25, 10-25, 23-25               |
| 15 novembre 2019 Sporthalle Baldegg, Baldegg Durata: ? - Spettatori: ?   | Hochdorf Audacia  | 2 - 3 | Audax   | 25-23, 20-25, 19-25, 25-21, 7-15  |
| 17 novembre 2019 Kantihalle 4, Zugo Durata: ? - Spettatori: ?            | Zug               | 2 - 3 | Aarau   | 15-25, 28-26, 20-25, 21-25        |

### Quinto turno
| 26 novembre 2019 ISB, Muri bei Bern Durata: ? - Spettatori: ?              | Muri Berna | 3 - 2 | Wyna           | 25-17, 24-26, 27-25, 22-25, 15-12 |
| 1º dicembre 2019 Freiestrasse, Amriswil Durata: ? - Spettatori: ?          | Audax      | 0 - 3 | Papiermühle    | 24-26, 23-25, 25-27               |
| 1º dicembre 2019 Salles Ecole des Racettes, Onex Durata: ? - Spettatori: ? | Servette   | 0 - 3 | San Gallo      | 13-25, 20-25, 19-25               |
| 1º dicembre 2019 Pestalozzi 1, Aarau Durata: ? - Spettatori: ?             | Aarau      | 2 - 3 | Kreuzlingen    | 29-27, 18-25, 9-25, 25-22, 11-15  |
| 1º dicembre 2019 Mehrzweckhalle, Liesberg Durata: ? - Spettatori: ?        | Laufen     | 0 - 3 | Voléro Zurigo  | 14-25, 22-25, 16-25               |
| 1º dicembre 2019 Collège des Tuillières, Gland Durata: ? - Spettatori: ?   | La Côte    | 1 - 3 | Züri Unterland | 25-23, 15-25, 25-27, 13-25        |
| 1º dicembre 2019 99er-Sporthalle, Therwil Durata: ? - Spettatori: ?        | Therwil    | 3 - 2 | Fully          | 25-20, 18-25, 22-25, 25-17, 15-11 |
| 1º dicembre 2019 Sporthalle Brüel, Einsiedeln Durata: ? - Spettatori: ?    | Einsiedeln | 3 - 0 | Oberdiessbach  | 25-15, 25-20, 25-16               |

### Sesto turno
| 12 dicembre 2019 ISB, Muri bei Bern Durata: ? - Spettatori: ?               | Muri Berna    | 0 - 3 | Smash Winterthur | 21-25, 20-25, 21-25        |
| 15 dicembre 2019 Chapf 1, Windisch Durata: ? - Spettatori: ?                | Windisch      | 3 - 1 | Therwil          | 22-25, 25-20, 25-15, 26-24 |
| 15 dicembre 2019 Breitli, Buochs Durata: ? - Spettatori: ?                  | Buochs        | 0 - 3 | Colombier        | 19-25, 12-25, 23-25        |
| 15 dicembre 2019 Turnhalle Remisberg, Kreuzlingen Durata: ? - Spettatori: ? | Kreuzlingen   | 3 - 0 | Papiermühle      | 26-24, 25-20, 25-21        |
| 15 dicembre 2019 Sporthalle Brüel, Einsiedeln Durata: ? - Spettatori: ?     | Einsiedeln    | 3 - 0 | Züri Unterland   | 26-24, 27-25, 25-13        |
| 21 dicembre 2019 Im Birch, Zurigo Durata: ? - Spettatori: ?                 | Voléro Zurigo | 3 - 0 | San Gallo        | 28-26, 25-21, 25-21        |

### Ottavi di finale
| 12 gennaio 2020 Turnhalle Remisberg, Kreuzlingen Durata: ? - Spettatori: ? | Kreuzlingen      | 0 - 3 | Näfels          | 17-25, 19-25, 19-25               |
| 12 gennaio 2020 Chapf 1, Windisch Durata: ? - Spettatori: ?                | Windisch         | 0 - 3 | Losanna UC      | 19-25, 15-25, 15-25               |
| 12 gennaio 2020 Betoncoupe Arena, Schönenwerd Durata: ? - Spettatori: ?    | Schönenwerd      | 3 - 0 | Chênois         | 25-11, 26-24, 25-22               |
| 12 gennaio 2020 Salle de Sport de Corsy, Lutry Durata: ? - Spettatori: ?   | Lutry-Lavaux     | 3 - 2 | Traktor Basilea | 27-29, 21-25, 25-20, 25-19, 15-12 |
| 12 gennaio 2020 Zinzikon, Winterthur Durata: ? - Spettatori: ?             | Smash Winterthur | 0 - 3 | Amriswil        | 15-25, 13-25, 12-25               |
| 12 gennaio 2020 Sporthalle Brüel, Einsiedeln Durata: ? - Spettatori: ?     | Einsiedeln       | 0 - 3 | Colombier       | 25-27, 20-25, 19-25               |
| 12 gennaio 2020 Im Birch, Zurigo Durata: ? - Spettatori: ?                 | Voléro Zurigo    | 0 - 3 | Lucerna         | 22-25, 22-25, 18-25               |

### Quarti di finale
| 2 febbraio 2020 Centre scolaire des Mûriers, Colombier Durata: ? - Spettatori: ? | Colombier    | 1 - 3 | Amriswil    | 25-22, 15-25, 18-25, 18-25       |
| 2 febbraio 2020 Salle de Sport de Corsy, Lutry Durata: ? - Spettatori: ?         | Lutry-Lavaux | 0 - 3 | Schönenwerd | 0-25, 0-25, 0-25                 |
| 2 febbraio 2020 Stadio Grünfeld, Jona Durata: ? - Spettatori: ?                  | Jona         | 0 - 3 | Losanna UC  | 23-25, 15-25, 19-25              |
| 2 febbraio 2020 Bahnhofhalle, Lucerna Durata: ? - Spettatori: ?                  | Lucerna      | 3 - 2 | Näfels      | 16-25, 30-32, 25-23, 25-21, 15-7 |

### Semifinali
| 23 febbraio 2020 Bahnhofhalle, Lucerna Durata: ? - Spettatori: ?  | Lucerna    | 3 - 2 | Amriswil    | 21-25, 18-25, 26-24, 25-18, 15-13 |
| 23 febbraio 2020 Salle Dorigny, Losanna Durata: ? - Spettatori: ? | Losanna UC | 3 - 1 | Schönenwerd | 25-17, 25-15, 19-25, 25-17        |

### Finale
| 28 marzo 2020 St.-Léonard-Halle, Friburgo Durata: - - Spettatori: - | Lucerna | - | Losanna UC |  |